# Raúl Tito
Raúl Alexánder Tito Cano, noto semplicemente come Raúl Tito (Distretto di Villa María del Triunfo, 5 settembre 1997), è un calciatore peruviano, centrocampista dell'ADA.

## Caratteristiche tecniche
È un esterno sinistro.

## Carriera

### Club
Cresciuto nelle giovanili dello Sport Boys, ha esordito in prima squadra il 11 maggio 2014 disputando l'incontro di Segunda División pareggiato 1-1 contro il Carlos A. Mannucci.

### Nazionale
Con la nazionale Under-20 peruviana ha preso parte al Sudamericano Under-20 2017.

## Palmarès

### Club

#### Competizioni nazionali
- Segunda División: 1

Cienciano: 2019